# Kebby Musokotwane
Kebby Sililo Kambulu Musokotwane (* 5. Mai 1946; † 11. Februar 1996) war ein sambischer Politiker und ehemaliger Premierminister.
Nach dem Studium am Livingstone Teachers College und der University of Zambia arbeitete er als Lehrer und Lektor.
Musokotwane, Mitglied der United National Independence Party (UNIP), war einer der engsten Verbündeten des früheren Präsidenten Kenneth Kaunda. In dessen Regierungen war er zunächst Minister für Wasser und Natürliche Ressourcen von 1977 bis 1978, Minister für Jugend und Sport 1979, Finanzminister von 1979 bis 1983 sowie Minister für Erziehung und Kultur von 1983 bis 1985.
Kaunda berief ihn schließlich am 24. April 1985 zum Nachfolger von Nalumino Mundia als Premierminister. Am 15. März 1989 gab er dieses Amt an Malimba Masheke ab.
Stattdessen wurde er Generalsekretär der UNIP und damit zweiter Mann nach dem Vorsitzenden Kaunda. Zwischen 1990 und 1991 war er Hoher Kommissar in Kanada.
Als Kaunda im Oktober 1992 nach der Wahlniederlage 1991 als Vorsitzender der UNIP zurücktrat, wurde Musokotwane mit Unterstützung von Kaunda dessen Nachfolger. 1993 war er in einen Skandal verwickelt, als er zuließ, dass ein radikaler Flügel der UNIP versuchte die Regierung des Präsidenten Frederick Chiluba zu stürzen.
Im Mai 2006 wurde er posthum von Präsident Levy Mwanawasa mit dem Titel „Grand Commander of the Companion Order of Freedom“ ausgezeichnet.